# Exyston humeralis
Exyston humeralis är en stekelart som beskrevs av Davis 1897. Exyston humeralis ingår i släktet Exyston och familjen brokparasitsteklar. Inga underarter finns listade i Catalogue of Life.